# أوقست شميت (ضابط)
أوقست شميت (بالألمانية: August Schmidt) هو ضابط ألماني، ولد في 3 نوفمبر 1892 في مدينة فورت في ألمانيا، وتوفي في 17 يناير 1972 في ميونخ في ألمانيا.